# Zuberoa
Zuberoa je povijesna baskijska i francuska pokrajina. Nalazi se unutar Sjeverne Baskije  i najmanja je površinom i brojem stanovnika od svih povijesnih baskijskih pokrajina. Upravno pripada departmanu Atlantski Pireneji  u Akvitaniji.

## Etimologija
Teritorij se naziva Xiberoa na tamošnjem baskijkom narječju, Zuberoa na standardnom baskijskom, Sola na gaskonjskom i Soule na francuskom. Svi ti oblici su izvedeni iz imena Subola, prethodnog naziv regije atestiranog po prvi put 635. godine u dnevnicima francusko-burgundske ekspedicije na čelu s knezom Arnebertom protiv Baska. Subola dolazi od imena koje su Rimljani dali akvitanskom plemenu koji su naseljavali područje u vrijeme njihovog dolaska, Suburatima, koji se također nazivaju Sibusates od strane Julija Cezara u njegovom Commentarii de Bello Gallico i Sybillates od Plinija Starijeg.

## Povijest

### Od prapovijesne Zuberoe do bearnske vlasti
U srednjem paleolitiku, ova pokrajina je već bila naseljena navodno su pronašli ostatke neandertalaca u prapovijesnim špiljama Xaxixiloagi u Aussurucqu (Altzürükü) i Etxeberriji. Na kraju neolitika, stanovništvo se proširilo i usvojilo asimiliralo tehnike i znanja drugih naroda. Zuberoa je kontinuirano naseljena od posljednjeg ledenog doba, postoji nekoliko ostatak naselja iz neolitika, kao i petnaestak iz prapovijesti.   Rimljani su imali veliki utjecaj u Zuberoi, kao i u ostatku Akvitanije, ali je ostao protobaskijski jezik (prethodnik i kontinuum od današnjeg baskijskog). Prvi pisani tekst iz Zuberoe datira iz 7. stoljeća.
Nakon pada Rimskog Carstva došlo je invazije Vizigota i Franaka u petom stoljeću. Godine 602., baskijska područja sjevern od Pirineja su se okupili u Vojvodstvo Vaskoniju, pobijedivši nedugo nakon toga (635.) vojsku franačkog kralja Dagoberta I. i pokušavavši tako osigurati relativnu neovisnost. Nestanak kraljevstva Tolose, koje je bilo u franačkim rukama, Vojvodstvo Vaskonija je zauzelo posjede u Akvitanskom vojvodstvu (660.), ali je bilo samostalno samo do Karolinga koji su ga osvojili godine 768. Unatoč borbama za neovisnost, Vojvodstvo Vaskonija pridružilo se Akvitaniji završio između sedmog i devetog stoljeća.

### Od baskijske do engleske vlasti
U devetom stoljeću uzdiže se Vikontija Zuberoa zbog rođenja Kraljevstva Pamplone (824.), čiji je prvi kralj, Iñigo Arista,imenovao Aznara godine 832. za prvog vikonta Zuberoe, začevši dinastiju koja je trajala sve do trinaestog stoljeća. U jedanaestom stoljeću, vojvoda od Gaskonje prepustio svoja prava na vikontiju od Bearna, Zuberoa, dok je kralj bio još Mauleón vlastiti dvorac. Vojvodstvo Akvitanija preuzelo je baskijske teritorije, zadržavši njihove institucije, da bi nedugo nakon toga uz Lapurdiju pali u ruke Engleza godine 1152. zbog braka Eleanor od Akvitanije i Henrika Plantageneta. Pod engleskom vladavinom, Zuberoa je dobila veliku slobodu i sačuvala svoje običaje. Nakon britanske vlasti je godine 1449. prošla na Vikonta od Bearna,  Gastona IV. Foix.

### Pod francuskom vlašću
Zuberoa godine 1512. naposljetku priznaje francuskog kralja kao svoga.  Tada, ona postaje najmanja pokrajina kraljevstva i najudaljenija od središta moći-Pariza. Bila je okružena Kraljevinom Navarom na jugu i Vikontijom od Béarna na istoku. Unatoč tome što je imala više od pedeset gradova i sela, Zuberou nastanjuju manje od 4000 ljudi. Jedini njen grad bio je Mauléon, s populacijom ne većom od 350 ljudi. S obzirom na svoju položaj uz granicu između Francuske, Kastilje i Navarre, Zuberoa je često bila pogođeni svim problemima proizašlim ih iz rata. Hugenotski ratovi su strahovito utjecali na pokrajinu.

## Zemljopis
Cijelo područje Zuberoe se proteže oko osi koju čini rijeka Saison (Uhaitza na baskijskom) i koja teče prema od juga na sjever do ušća u rijeku Oloron .
- Zuberoanske granice:
- na sjeveru ugrubo s rijekom Oloron, koja ga dijeli od Bearna
- na istoku s dolinom Barétous u Bearnu
- na jugu s dolinama Salazar i Roncal u Navari
- na zapadu s Donjom Navarom

Zuberou čine tri zemljopisna područja:
- Pettara ili La Barhoue ili Zuletinska nizina na sjeveru
- šumski masiv Arbailles (Arbaila) na zapadu
- Basabürüa ili zuletinsko gorje na jugu, postižući svoju najvišu točku na 2017 m visokom vrhu Orhi

### Orografija
Orografija Zuberoe dijeli ovu pokrajinu na tri regije: sjeverne nizine, izrađene od strane širokih ravnice ,središnje područje koje je prilično brdovito i južno gorje, koje je dio sjeverozapadnih Pirineja, s visinama koje dosežu i do 2017 metara nadmorske visine na Pic d'Orhy.
U Pirinejima, od zapada prema istoku, prvi vrh je Pic d'Orhy (Orhi), iznad 2.000 metara, a četvrti najviši vrh u Baskiji nakon Iror Errege Maia i Euzkarre pored drugih, svi koji su u Navari. Također, u gorju se nalaze i Otsogorrigaina (1.922 m) i Sardekagaina (1893 m), koji su druga i treća najviša planina na Zuberoi. Ukupno, postoje više od 20 vrhova viših od 1.000 metara.

### Hidrografija
Rijeka Saison/Ühaitza je glavna rijeka Zuberoe. Duga je 60 km, a izvire kod Licqa, u gorskoj regiji. Manje rijeke izviru u Pirinejima uviru u Saison prije nego što ona susreće rijeku Oloron i zajednu teku u rijeku Adour.

### Klima
Oceanska klima Zuberoe je općenito topla i vlažna. Gorje i Pireneji obilježava alpska klima.

## Kultura
Nakon desetljeća iseljavanja i demografskog, društvenog i kulturnog propadanja, teritorij pokazuje snažnu odlučnost u vraćanju izgubljene vitalnosti kakva je postojala stoljećima prije. Izabrani kulturni događaji vezani za stare tradicije svjedoče toj dinamici.
U Zuberoi postoji tradicija narodnog glazbenog kazališta, "pastorala": stanovnici sela provode godinu dana pripremajući se i uvježbavajući predstave i svoje plesove. Tradicionalno, predmet predstave bilo je nešto katoličko, ali odnedavno se prikazuju i dijelovi baskijske povijesti. Drugi događaj srodan pastoralu i omiljen u narodu u Zuberoi su maškarade. Ove kazališne predstave se izvode u mnogim selima Zuberoe kroz proljeće u vrijeme poklada. Svake godine određeno selo preuzima odgovornost za uređenje nove izvedbe. Sastoji se od glazbenog sastava koji je zbog karnevalskog ugođaja okružen s grupom postavljenih karnevalskih likova i plesača koji paradiraju gore i dolje po glavnoj ulici domaćinskog sela, na kraju, oni organizirati neformalni igra obično u tržnicu ili rukomet.
Zuberoa je također poznata po svojoj pjevačkoj tradiciji, elegantnim plesovim i lokalnim glazbalima, kao što su xirula i ttun-ttun. Ova glazbala dobivaju ovih dinamičnost zahvaljujući glazbenim školama osnovanim u tu svrhu od strane lokalnih kulturnih aktivista.

### Jezik
Vlastiti jezik Zuberoe je stoljećima bio baskijski tj. regionalni vlastiti dijalekt zuberera. Bez obzira na tu činjenicu, susjedni Béarnais (lokalni gaskonjski-okcitanski) je naširoko razumljiv, čak se govorio u posljednjih nekoliko stoljeća kao lingua franca. Međutim, kako i baskijski i Béarnais su izgubili tlo u odnosu na francuski s oba jezika koja se bore za opstanak u narednim generacijama. Postoje dokazi da se baskijski govorio na širem područje dalje na istok od sadašnjeg područja u prethodnim stoljećima.
Stanovnici nazivaju strance koji ne govore baskijski Kaskoinak, dok se drugi baskijski govoreći ljudi (posebno kada se odnosi na one iz Francuske Baskije) nazivaju Manexak po uobičajenoj pasmini ovaca na tom području.

## Upravna podjela
Tradicionalno je Zuberoa podijeljena na 3 županije (eskualdeak)
- Arbaila, na francuskom:Arbailles[6]
- Basabürüa, na francuskom:"Haute-Soule" (Gornja Zuberoa)[7]
- Pettarra, na francuskom:"La Barhoue" ili "Basse-Soule"(Donja Zuberoa)[8]

Glavna naselja u Zuberoi su:
- Maule-Lextarre (3.347 stanovnika 1999.)
- Sohüta (1.104 stanovnika).
- Barkoxe (774 stanovnika).
- Bildoze-Onizpea (743 stanovnika).
- Atharratze (656 stanovnika).

## Vanjske poveznice
- http://www.soule-xiberoa.fr/  Arhivirana inačica izvorne stranice od 17. travnja 2014. (Wayback Machine)